# Roztoky (Povrly)
Roztoky (německy Rongstock) jsou malá vesnice a část obce Povrly v okrese Ústí nad Labem. Nachází se asi dva kilometry severovýchodně od Povrlů. Prochází zde silnice I/62. Roztoky leží v katastrálním území Roztoky nad Labem o rozloze 1,8 km².

## Historie
První písemná zmínka o vesnici pochází z roku 1186.

## Obyvatelstvo
Při sčítání lidu v roce 1921 ve vsi žilo 306 obyvatel (z toho 151 mužů), z nichž bylo šest Čechoslováků, 289 Němců a jedenáct cizinců. Kromě devíti evangelíků byli římskými katolíky. Podle sčítání lidu z roku 1930 měla vesnice 285 obyvatel: 22 Čechoslováků, 251 Němců a dvanáct cizinců. Většina (250 osob) se hlásila k římskokatolické církvi, ale ve vsi žili také čtyři evangelíci, jedenáct členů církve československé a dvacet lidí bez vyznání.
|                                                                              | 1869 | 1880 | 1890 | 1900 | 1910 | 1921 | 1930 | 1950 | 1961 | 1970 | 1980 | 1991 | 2001 | 2011 |
| ---------------------------------------------------------------------------- | ---- | ---- | ---- | ---- | ---- | ---- | ---- | ---- | ---- | ---- | ---- | ---- | ---- | ---- |
| Obyvatelé                                                                    | 350  | 354  | 335  | 356  | 355  | 306  | 285  | 265  | 237  | 199  | 143  | 106  | 131  | 107  |
| Domy                                                                         | 73   | 74   | 61   | 62   | 64   | 65   | 66   | 62   | —    | 49   | 41   | 30   | 37   | 42   |
| Počet domů z roku 1961 je zahrnut v celkovém počtu domů místní části Povrly. |      |      |      |      |      |      |      |      |      |      |      |      |      |      |

## Pamětihodnosti
- Kostel Narození svatého Jana Křtitele
- Venkovský dům čp. 28
- Fara čp. 38
- Historické hornické štoly v kopci Vysoká hora (nepřístupné)